# Kanangra-Boyd nationalpark
Kanangra-Boyd nationalpark är en nationalpark i Australien. Den ligger i delstaten New South Wales, i den sydöstra delen av landet, omkring 100 kilometer väster om delstatshuvudstaden Sydney. Kanangra-Boyd National Park ligger 1 130 meter över havet.
Runt Kanangra-Boyd National Park är det glesbefolkat, med 9 invånare per kvadratkilometer.. Det finns inga samhällen i närheten. 
I omgivningarna runt Kanangra-Boyd National Park växer i huvudsak städsegrön lövskog. Genomsnittlig årsnederbörd är 1 166 millimeter. Den regnigaste månaden är februari, med i genomsnitt 216 mm nederbörd, och den torraste är juli, med 35 mm nederbörd.